# Törnebohmit-(Ce)
Törnebohmit-(Ce) är ett mineral med den kemiska formeln (Ce,La)2Al(SiO4)2(OH). Färgen är ljusgrön till mörkgrön, olivgrön. Uppträder som spridda korn eller hopsamlade i fläckar. Förekommer i ceritmalm, speciellt i närheten av ferriallanitådror, ibland associerad med kopparkis, malakit och molybdenglans. Nya Bastnäsfältet är typlokal för törnebohmit-(Ce).